# マリアナ (ミレー)
『マリアナ』（英: Mariana）は、ジョン・エヴァレット・ミレーが1851年に制作した油彩画である。ウィリアム・シェイクスピアの『尺には尺を』、及び1830年にアルフレッド・テニスンによって書き直された詩である『マリアナ』に登場する未亡人のマリアナというキャラクターを描いた作品である。本作品は、ミレーの「正確性、細部への注意、色彩画家としての素晴らしい才能」を示した1つの例だとみなされている。テート・ブリテンにおいて1999年より展示されている。 

## 背景
1601年から1606年の間に、シェイクスピアが制作した『尺には尺を』において、マリアナは船の難破によって持参金を失くしたために、直前となってアンジェロに婚約を断られたあげく、同じ事故で実兄を失ったキャラクターとして描写される。アンジェロによって見放されたことにより、マリアナは堀に覆われた家に暮らす孤独な未亡人となる。5年後、マリアナはかつての婚約を確固たるものにすべく、アンジェロに策略を仕掛ける。テニスンはシェイクスピアの『尺には尺を』から着想を得て、1830年に制作した『マリアナ』において物語を再構築し、同じく1832年に『南のマリアナ』(Mariana in the South) という詩を残してる。 
ミレーは、保守的なイギリス美術界を刷新すべく1848年に集った、ラファエル前派同盟結成時のメンバーの一人である。彼らは、ラファエル以前の初期ルネサンス美術に、趣旨に対する誠実性や構図の明快さを見出し、それを模倣した。ラファエル前派の画家たちは、道徳的な美徳を織り交ぜた物語を創りだすべく、寓意的な表現を用いた。また、鑑賞者が絵を「読む」ことを可能にさせるほどの細密な描写を含む作品を制作するうえで、ラファエル前派に属した画家たちは、時に同時代の文学作品から着想を得ることもあった。 
ミレーは絵画上でマリアナの物語を描くためにテニスンの詩を題材にし、絵画を通してテニスンに精通している鑑賞者が作品を通して詩全体を読み取れる作品に仕上げようとした。本作品は、テニスンの詩作『マリアナ』の9～12行目を載せたキャプションとともに、1851年のロイヤル・アカデミーで初めて展示される。翌年、テニスンは桂冠詩人に選ばれた。
    乙女はただ「今宵は寂しいわ。

　　　　あの人が来ないから」と言った。

　　　乙女は言った、「寂しくて、寂しくてしょうがない。

　　　　もういっそ死んでしまいたい！」。
本作品は、同じく『尺には尺を』の1場面を題材にし、ウィリアム・ホルマン・ハントが1850年に制作した『クローディオとイザベラ』の姉妹作として描かれた可能性がある。

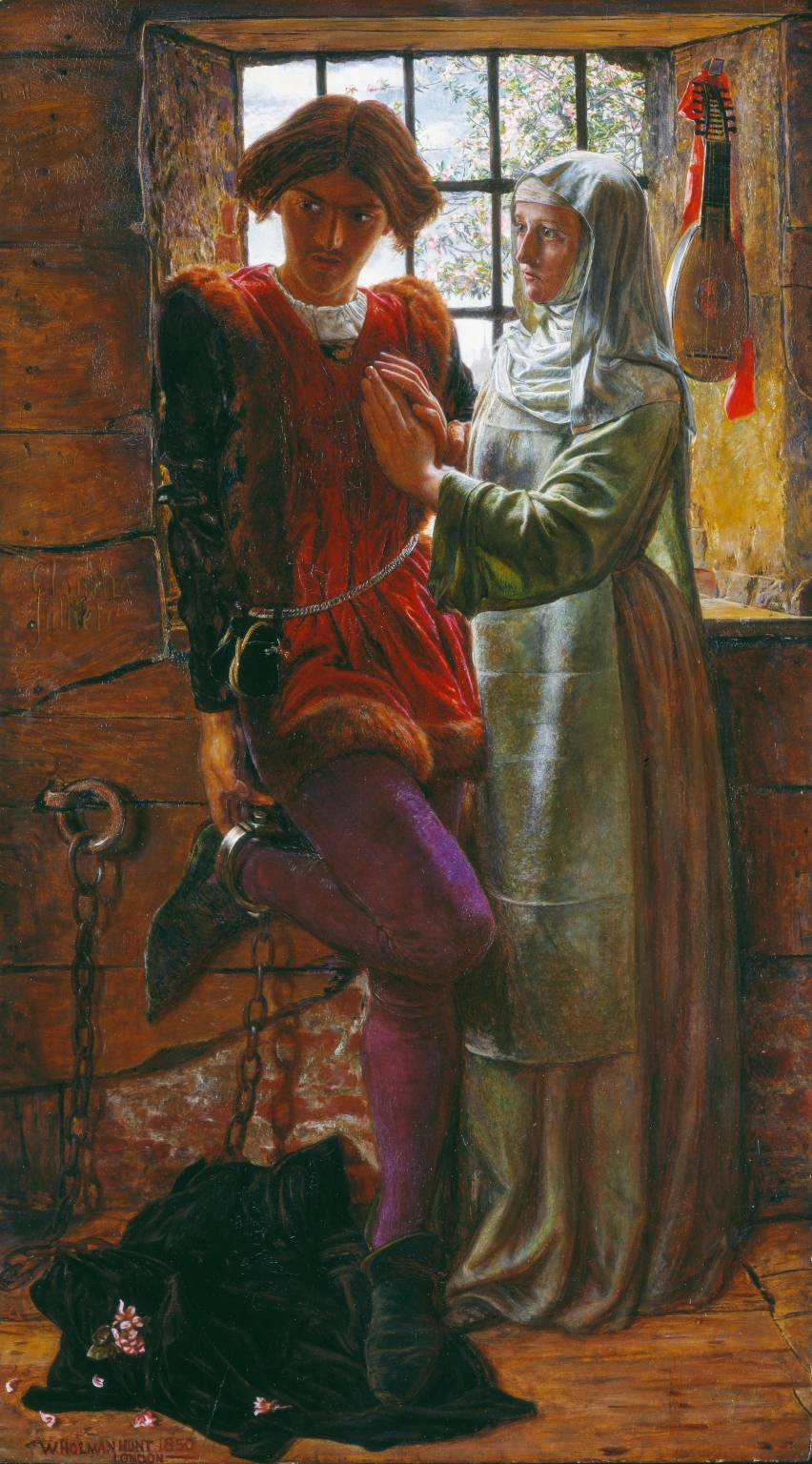
ウィリアム・ホルマン・ハント, Claudio and Isabella (1850), テート・ブリテン

全体の構成や作品の細部は1434年にファン・ダイクが描いた『アルノルフィーニ夫妻像』の影響を受けている。

## 描写
本作品において、マリアナは丈の長い青色のドレスに身を包み、テーブルに広げられた刺繍から立ち上がって、背筋を伸ばしている。布張りの椅子やテーブルはゴシック風のステンドグラスの前に配置され、そこから庭を覗くことができ、外に見える落ち葉は緑から秋の茶色に変色しつつある。何枚かの落ち葉が刺繍や木目の床の上に落下し、その近くをネズミが歩く。部屋の背景には、ベッドのカーテン前にある、白い布に覆われた家具の上に、小さい三連祭壇画や銀色の小箱、キャンドルが、礼拝の道具として陳列されている。 
本作品は、白に下塗りされたマホガニー板に描かれた。大きさは、49.5 cm × 59.7 cm (19.5 in × 23.5 in)だ。 二層目には、鉛筆の下絵に、ウェット・オン・ウェットという技法が用いられた可能性がある。この技法は、白の下地における反射作用を高めるのにまばらに用いられたが、他の場面では大胆に使用される。女性の青色のドレスは、プルシャンブルーとウルトラマリンの2色で描かれる。
細部の描写に富んだこの絵画作品は、鑑賞者がテニスンの作品を想起することを可能にさせる。秋の落ち葉は、マリアナが体験した辛抱と時間の経過を表している。女性がアーチ状に背中を伸ばす姿は、彼女が長い間座りすぎて、仕事に戻る前に体を伸ばさなければ気が済まず、このような姿勢は、彼女の胸やお尻も強調している。すでに完成している刺繍は、マリアナがいかに長い間作業に時間を費やしていたのかという手がかりを鑑賞者に与える役割を担う。
画面奥の祭壇座は、同じくテニスンの作品である"Mariana in the South"でマリアナが聖母マリアの熱心の信奉者であることを示しているのかもしれない。マートンカレッジチャペルの窓を参考にして描いた、ステンドグラスに写る2名は、聖母マリアとガブリエルで、受胎告知の場面を描いている。さらに奥には、スノードロップとラテン語の格言である「天に休息あれ」は、おそらく聖女アグネスの前夜祭、もしくはジョン・キーツの詩である「聖女アグネスの前夜祭」に言及したものである。 
作中に描かれる細かな寓意は、テニスンの詩に拠る。例えば、右角の床を歩く小さなネズミは、「ねずみ崩れかかった羽目板のうしろでチューチュー鳴き、裂け目からチロチロ顔をのぞかせた」という行から着想を得ている。逸話によれば、ねずみは生―あるいは死から引き抜かれた姿で描かれたとされており、ある日ねずみは床を逃げ回り、家具の裏に逃げ込んだ後にミレーの手で殺された。ミレーは、ねずみを絵画に描くことにより、対象に永遠性を与えたのである。
ミレーの絵画とテニスンの詩は、ともに読み手にとって興味がそそられる話の筋を想像している。しかし、本作品は幾つかの点においてテニスンの物語とは逸脱している。『マリアナ』において、作品にうつる光景は色彩の輝く色に満ちている。対照的に、テニスンの描くマリアナは、孤独に生きる道に前向きではなく、「崩れかかった羽目板」とともに、荒んだ隠遁生活に拘束され、わびしい女性として描写される。
ミレーの『マリアナ』は、エリザベス・ギャスケルが1853年に脱稿した小説である「ルース」からも着想を得ている。テニスンの詩におけるマリアナやギャスケルの作品に登場するメインキャラクターのルースは、どちらも周囲の音に敏感で、彼女らの住む家に閉じ込められているという環境で、しきりに窓の外を眺める。テニスンと彼の後期作品において多用されるこのようなマリアナ像は、どちらも同じくらい疲弊した姿で描写される。

## 反応
『両親の家のキリスト』が批評家や公衆より辛辣な批判された次の年である1851年に本作品が初めて展示された。
1851年に批評家のラスキンは、世間からの批判に苦しむラファエル前派同盟を擁護すべく、「本作品はイングランドにおける美術学校の基礎をきづくものであり、美術界が300年間目にしてきたよりも高貴なものである」と記した。同年4月9日、「絵画における完璧な忠実性、力強さ、完成度の追求として、衣紋の描写に関する研究はアカデミーの歴史を通して一つとして行われず、ミレーの『マリアナ』において描かれるテーブルの上の刺繍が検証の対象として真っ先に挙げられるだろう。... そしてさらに、衣紋やその他のごく小さなディティールについて、アルブレヒト・デューラーが活躍したから、美術史においてこれらの作品ほど細部に忠実で完成度の高いものはない。」と語る。 
本作品は、ロジャー・メーキンズの財産に対して支払われるべき未払い税である4.2ポンドの代わりとして、受け入れられた。1999年にはテート・ギャラリーに移され、「間違えなくラファエル前派の絵画でも至上の逸品である」と評された。
ミレーやホフマン・ハント、ロセッティ、バーン・ジョーンズらの作品を含むメーキンが蒐集した絵画のコレクションは、息子のクリストファー・メーキンズに相続され、同時に自宅をワシントンDCに移す。作品の蒐集は、ミレーの友人であったヘンリー・フランシス（1841年 - 1914年）によって開始され、この事業は孫のロジャーの代に拡張した。
ヴィクトリア・アンド・アルバート博物館では、1850年にミレーが本作品を制作する前に描いたスケッチに関する研究が行われる。

## 関連図書
- Mariana  1851. Tate Gallery.
- Millais: An Exhibition Organized by the Walker Art Gallery Liverpool and the Royal Academy of Arts London, January–April 1967. London: William Clowes and Sons, 1967.

- Mariana, John Everett Millais (1829–1896), Tate Britain, ArtUK
- Mariana in the Moated Grange, Victoria & Albert Museum
- Mariana, John Everett Millais, 1851, Google Arts & Culture
- Mariana, Sir John Everett Millais, Bt (1829-1896), 1850-51, The Victorian Web
- Sir John Everett Millais, Mariana, Dr. Rebecca Jeffrey Easby, Smarthistory, 9 August 2015
- Mariana by John Everett Millais, 1851, British Library
- "Millais for Tate: Nation given masterpieces in lieu of tax, The Guardian, 28 August 1999

- The Cambridge Companion to Victorian Culture, Cambridge University Press, 2010, ISBN 0521886996, p.203-205
- Medievalism: The Middle Ages in Modern England, Michael Alexander, Yale University Press, 2007, ISBN 0300110618, p.160-161

- Millais's "Mariana": Literary Painting, the Pre-Raphaelite Gothic, and the Iconology of the Marian Artist, The Victorian Web